# سيتي لايف (لعبة)
سيتي لايف city life لعبة كمبيوتر إستراتيجية تكتكية على غرار لعبة سيم سيتي الشهيرة تم إنتاج لعبة سيتي لايف سنة 2006 تتمحور فكرة اللعبة حول إدارة مدينة عصرية حديثة بمبانيها ومواصلاتها والخدمات العامة حيث على اللاعب ان يحافظ على نمو وتطوير المدينة وفق سناريوهات متعددة.
نبذة عن اللعبة:
لعبة البناء والتخطيط City Life وهي حياة المدن حيث تبدأ بتخطيط مدينتك الرائعة وذلك عن طريق الأدوات التي تستخدمها في البناء، حيث تبدأ ببناء الطرق ومن ثم المباني ومن ثم المصانع ومن ثم ناطحات السحاب وصولاً إلى المباني العاملية والمباني الشهيرة..الخ حيث تقدم لك اللعبة العديد من الأشياء التي لم تكن في اللعبة السابقة حيث يمكنك في هذه اللعبة تكبير المدينة والشخصيات والسيارات والطريق إلى حد لايصدق من التكبير وكأنك تلعب في لعبة The Sims.. وهكذا تكون نجحت الشركة في ميزة أعتقد لم تحققها أي لعبة منافسة، وبالحديث عن مميزات اللعبة فيوجد ميزة آخرى وهي وجود محرر خرائط خاص لكى تصمم تضاريس خريطك التي تود بناء مدينتك فوقها بالإضافة إلى سهولة اللعب والتحكم إلى جانب الجرافيكس الواقعي للغاية في شكل وتضاريس المباني والسيارات والطرق والأشخاص وبالحديث عن الجرافيكس فنجد بأن البحار والكباري.. كأنها مدينة حقيقية بالضبط ودخان المصانع.. كما أن وقوف الشرطيين عند إشارة المرور وتنظيم المرور وعمل المخالفات والمحاكمات على الأشخاص والمخالفون للقانون.. شيء خيالي لايصدقه عقل، والأصوات أيضاً رائعة فأصوات زمامير السيارات والمصانع وكلام الناس مع بعضها شيء لايصدق، وبشكل عام أعتقد بإنها سوف تحقق لقب أفضل لعبة لهذا العام من كثرة الأمكانيات التي في اللعبة..